# Calacene
Calacene o Calaquene fou un districte de Mesopotàmia, a la regió de Nínive. Feia frontera amb Adiabene a l'oest. El seu nom se suposa derivat de Calac, una ciutat primaveral llegendària assíria.